# ぶるぼん
ぶるぼん（本名：古谷 勇人（ふるや はやと）1981年5月19日 - ）は、吉本興業大阪本社に所属する日本のピン芸人。NSC大阪校28期扱い。山口県住みます芸人。

## 来歴
山口県山口市出身。山口県立西京高等学校卒業（野球部所属）。松山大学法学部を3年生の終わりに中退後、お笑い芸人を目指して大阪に移る。14年間吉本興業大阪本社で活動後、2019年から山口県柳井市平郡島の地域おこし協力隊兼住みます芸人に就任。焼酎用の芋栽培をしながら芸人活動を行った。2022年に地域おこし協力隊の任期を満了後は、山口県住みます芸人に移行し、山口市に在住。
R-1グランプリでは2020年と2024年の2度準々決勝に進出している。

## 人物
- 白いハットとスーツという出で立ちで、「スーパースター」を演じる芸風。
- 趣味は、漫画を読む、映画鑑賞、アウトドア、スポーツ、バラエティ鑑賞。
- 特技は、野球、ヌンチャク、車の駐車、漫画の感動シーンを話して泣かせる・感動したら自分も泣く。

## 出演
- ゴジラジ!（コミュニティエフエム下関）- 水曜MC 17:00 - 19:00
- 熱血テレビ（山口放送）（ - 2024年3月14日）- 月曜レギュラー[10]
- オードリーさん、ぜひ会ってほしい人がいるんです（中京テレビ放送）「ご当地タレントSP]